# 达旺寺
达旺寺是位于达旺地区的一座藏傳佛教寺廟。它是由梅惹·洛珠嘉措于1680—1681年按照第五世达赖喇嘛的意愿建造的。該寺廟属于密宗格鲁派。达旺寺有三层楼高。它被一道282米长的墻壁所包围。达旺寺内有65栋建築。达旺寺內藏有甘珠爾和丹珠爾。

## 地理位置
該寺院位于山顶附近，海拔约10,000英尺（3,000米），从这里可以看到由雪山和针叶林组成的達旺朱谷 (Tawang Chu valley)。它的南侧和西侧被溪流形成的陡峭沟壑所包围，北侧是一条狭窄的支脉，东侧是平缓的坡地。可从北部方向沿着一条倾斜的支线进入寺院，那里有高山植被。附近的達旺镇以寺院命名，寺院附近有公路、铁路和航空服务。最近的铁路站头位於巴鲁克旁（Bhalukpong），開車距离有280公里（170英里）。最近的机场是提斯浦尔机场，開車距离为350公里（220英里）。